# Sagartia rubroalba
Sagartia rubroalba is een zeeanemonensoort uit de familie Sagartiidae. De anemoon komt uit het geslacht Sagartia. Sagartia rubroalba werd in 1833 voor het eerst wetenschappelijk beschreven door Quoy & Gaimard. 